# Anurie
Anurie is de benaming voor afwezige urineproductie (Diurese). Praktisch gezien is al sprake van anurie bij een urineproductie van <50 milliliter per dag. Ter vergelijking: normaal produceren de nieren 900-1500 ml urine per dag. Een verminderde urineproductie tussen de 80 ml/dag en 400 ml/dag wordt geclassificeerd als oligurie.

## Oorzaken
Anurie kan verschillende oorzaken hebben:
- prerenaal (voor de nier): de bloedtoevoer van een verder normale nier is zo verminderd, dat de nier zijn werk niet meer kan doen en geen urine produceert. Oorzaken voor een verminderde bloedtoevoer zijn bijvoorbeeld shock of nierarteriestenose
- renaal (te maken hebbend met de nier): een nierziekte, waardoor nierfalen kan ontstaan.
- postrenaal (na de nier): er is een obstructie van het afvoersysteem van urine, waardoor het niet mogelijk is de urine uit te scheiden.

Wanneer de anurie een renale oorzaak heeft, betekent dat vaak dat gestart moet worden met dialyse.